# ザ★横山雄二ショー
『ザ★横山雄二ショー』（ザ・よこやまゆうじショー）は、中国放送（RCCラジオ）で、2007年（平成19年）4月7日より毎週土曜日の22:00 - 22:55（JST）に放送されている広島県ローカルのラジオのバラエティ番組。横山雄二の冠番組。2020年（令和2年）10月4日からは、毎週日曜日の20:00 - 20:55に再放送も行われている。2025年4月5日よりJFEスチール西日本製鉄所の単独提供。

## 概要
この番組は、RCCアナウンサーの横山雄二が単独でパーソナリティを務めるラジオの録音番組で、毎回、各界で活躍する著名人と語り合う『ヨコヤマトークショー』や、広島を拠点に活躍しているアーティストを紹介する『ザ★スターは君だ!』で構成されている。

### 受賞歴
- 2024年度日本民間放送連盟賞ラジオエンターテインメント番組部門／中国・四国地区審査会優秀賞（2023年12月30日放送分、特別編・シンガーソングライターKANの追悼企画）[1]

## 出演者
- 横山雄二（RCCアナウンサー）
- ゲスト2組
- 唐澤恋花（RCCアナウンサー、2023年10月よりオープニングナレーションとゲストのプロフィール紹介などを担当）

### 過去の出演者
- 吉田千尋（当時RCCアナウンサー、番組開始当初にオープニングナレーションや一部のタイトルコール、ゲストのプロフィール紹介などを担当）
- 河村綾奈（RCCアナウンサー、2023年9月までオープニングナレーションとゲストのプロフィール紹介などを担当）

## ゲスト
上段はヨコヤマトークショー、下段はザ★スターは君だ!

2007年 / 2008年 / 2009年 / 2010年 / 2011年 / 2012年 / 2013年 / 2014年 / 2015年 / 2016年 / 2017年 / 2018年 / 2019年 / 2020年 / 2021年

## 放送を休止・変更した事例
- 2011年3月12日は、同日未明に発生した平成23年東北地方太平洋沖地震（本震）関連の報道特別番組放送のため休止。
- 2011年12月24日、2016年12月24日は、RCCラジオ・チャリティー・ミュージックソンのため休止。
- 上記以外でも、プロ野球シーズン中は試合中継を優先するため、試合が長引いた際は30分間の短縮放送または全編休止になることがある。

## スタッフ
2020年現在
- プロデューサー：手島啓介（以前はディレクター）
- ディレクター：森下朋之

過去のスタッフ
- プロデューサー：増井威司